# Кольсон, Гийом Франсуа
Гийом Франсуа Кольсон (фр. Guillaume-François Colson; 1 мая 1785, Париж — 3 февраля 1850, Париж) — французский художник, работавший на Кубе. 

## Биография

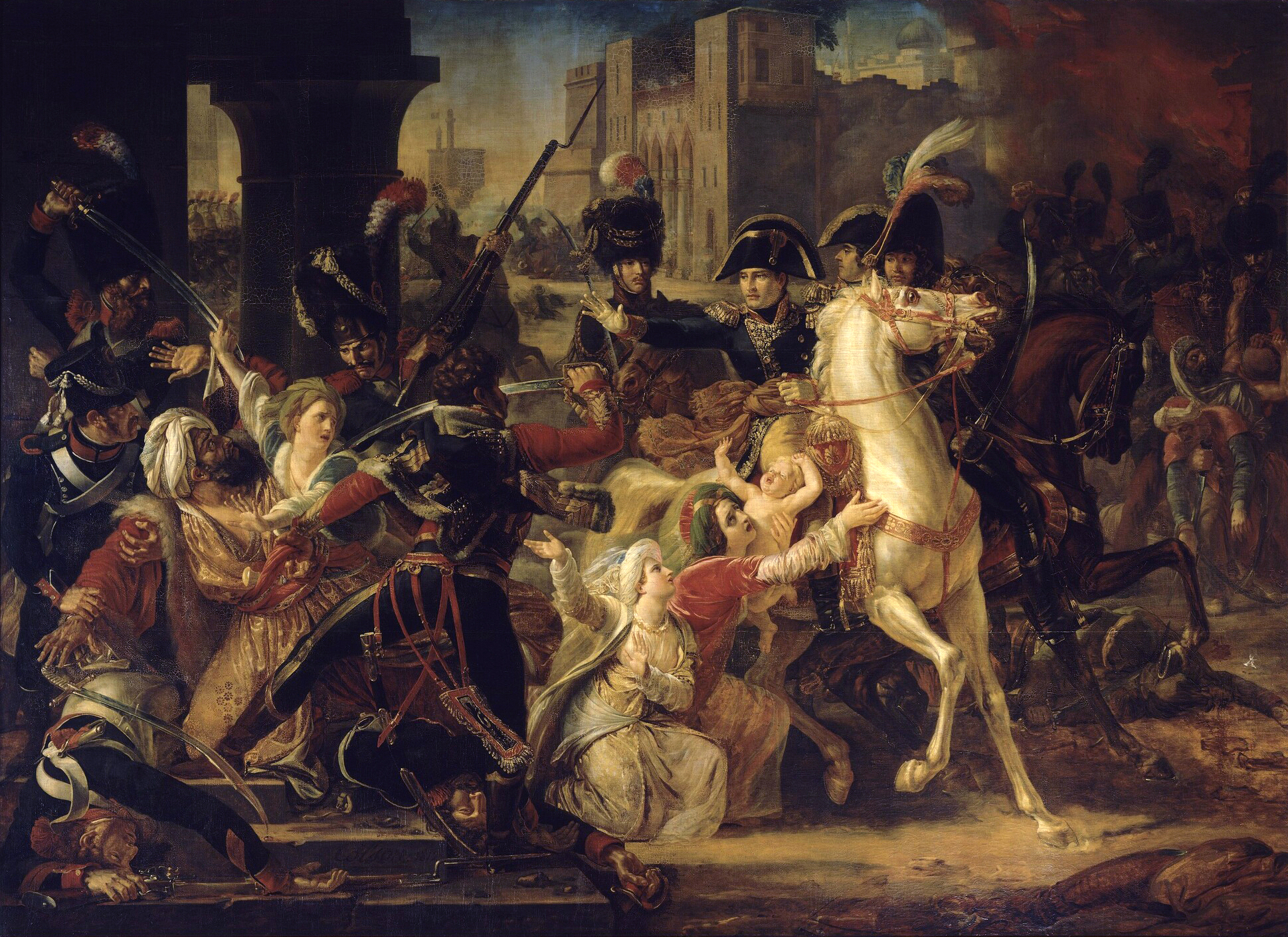
Въезд Бонапарта в Александрию, 1812, Версаль

Родился в 1785 году в Париже. Учился живописи там же, у Жака Луи Давида. Входил в группу тех учеников мастера, которые выступали против его художественного стиля и взамен предлагали своё собственное видение ампира.
Самой известной работой Кольсона стала картина «Въезд Бонапарта в Александрию», впервые представленная публике на Парижском салоне 1812 года.
В 1836—48 годах Кольсон находился в Гаване, где был ректором Школы изящных искусств Сен-Алехандро; внёс важный вклад в становление кубинской живописи.
В 1848 году вернулся во Францию.
Скончался Гийом Франсуа Кольсон в Париже в 1855 году.